# Sas (voievod)
Sas (n. secolul al XIV-lea – d. 1363) a fost fiul lui Dragoș I, cneazul din Maramureș care a descălecat în Țara Moldovei. Pentru a asigura frontiera răsăriteană a Regatului Maghiar, regii Ungariei au înființat marca Moldovei, în mod similar cum Imperiul Romano-German a înființat Danemarca (pentru stabilizarea frontierei nordice) sau Stiria (în germ. Steiermark, marca Stiriei), pentru stabilizarea graniței sud-estice.

## Domnie
Sas a fost voievod al Moldovei între anii 1354 - 1363.

## Familie
Dragoș I a avut doi fii, Sas, voievod în Moldova, și Gyula, cneaz în Maramureș. După ce Bogdan I a luat conducerea Moldovei în 1359, urmașii lui Dragoș I, Balc (fiul lui Sas) și Drag (fiul lui Gyula), sprijiniți de regele Ungariei Ludovic I, au încercat să reia Moldova. După ce Bogdan I a învins expedițiile trimise de Ludovic, Balc a fost nevoit să se întoarcă în Maramureș.
Balc și Drag (fiii lui Sas) au primit posesiunile rămase de la Bogdan I, împreună cu titlul de voievozi de Maramureș (1365). Sas a mai avut și alți fii: Dragomir și Ștefan. Descendenții lor sunt membrii familiilor nobiliare Dragfi și Balkfi.

## Bibliografie